# Натанієл Горем
Горем Натанієл (англ. Nathanial Gorham; 27 травня 1738-11 червня 1796) — американський громадський діяч, 8-й Президент Континентального конгресу, згідно зі Статтями Конфедерації. На цій посаді він перебував з червня по листопад 1786 р. Відіграв важливу роль на Філадельфійському конвенті, де часто промовляв і працював у численних комісіях.
Натанієл Горем народився 27 травня 1738 в Массачусетсі. Формальної освіти не дістав, у 15 років став учнем крамаря.
Брав участь у громадських справах на початку Американської революції, був членом Верховного суду штату Массачусетс з 1771 по 1775 рр., делегатом Провінційного конгресу у 1774-1775 рр. та членом Військової ради з 1778 р. до її розпуску в 1781 р.
У 1779 р. працював у Конституційному конвенті штату; був делегатом Континентального конгресу з 1782 по 1783 рр. і з 1785 по 1787 рр. Також Горем займав посаду судді округу Міддлсекс у Массачусетському суді загальноцивільних справ, протягом одного терміну.
Протягом кількох місяців у 1787 р. Горем був одним з делегатів від штату Массачусетс у Конституційному конвенті США. Неодноразово обіймав посаду голови конвенційного Комітету повного складу, тобто він (більше, ніж Президент Конвенту Джордж Вашингтон) головував на сесіях конвенту, протягом першого обговорення делегатами структури нового уряду у травня-червні 1787 р. Один із небагатьох делегатів, які не дістали жодної посади у новому уряді.
Після Конвенту Горем сприяв ратифікації Конституції штатом Массачусетс.
Горем помер у Чарльстауні, Массачусетс, у 1796 р.